# San Antonio Unido
Club Social y Deportivo San Antonio Unido ist ein chilenischer Fußballverein aus San Antonio. Er wird auch die Lilas oder La Gaviota (dt.: die Möwe) genannt.

## Geschichte
San Antonio Unido wurde im Juli 1961 gegründet, als die Hafenstadt aufgrund von Binnenmigration stark wuchs. Nur ein Jahr nach der Gründung spielte das Team in der Segunda División und hatte bis zum letzten Spieltag Aufstiegschancen, verlor jedoch am letzten Spieltag und landete einen Punkt hinter Zweitligameister Coquimbo Unido. Bis 1967 trug der Verein den Namen San Antonio Unido Portuario, da der Klubeigner das Hafenunternehmen war. 1970 gewann der Verein in der Copa Apertura Segunda División seinen einzigen offiziellen Titel. Die 1980er Jahre waren mit mehreren Namensänderungen, Abstiegen und dem Rückzug aus dem Wettbewerb turbulent. San Antonio Unido gründete sich 1991 neu und begann in der Tercera División 1992. In der Saison 2012 gelang nach 29 Jahren mit dem Aufstieg in die neu gegründete Segunda División die Rückkehr in den Profifußball. Dort spielt der Klub bis heute. Im März 2020 erwarb Profifußballspieler Esteban Paredes, der 2023 für das Profiteam auflief, die Eigentumsrechte am Verein.

## Erfolge
- Copa Apertura Segunda División: 1970

## Stadion
San Antonio spielt im Estadio Municipal Doctor Olegario Henríquez Escalante, das eine Kapazität von 5000 Zuschauern besitzt.

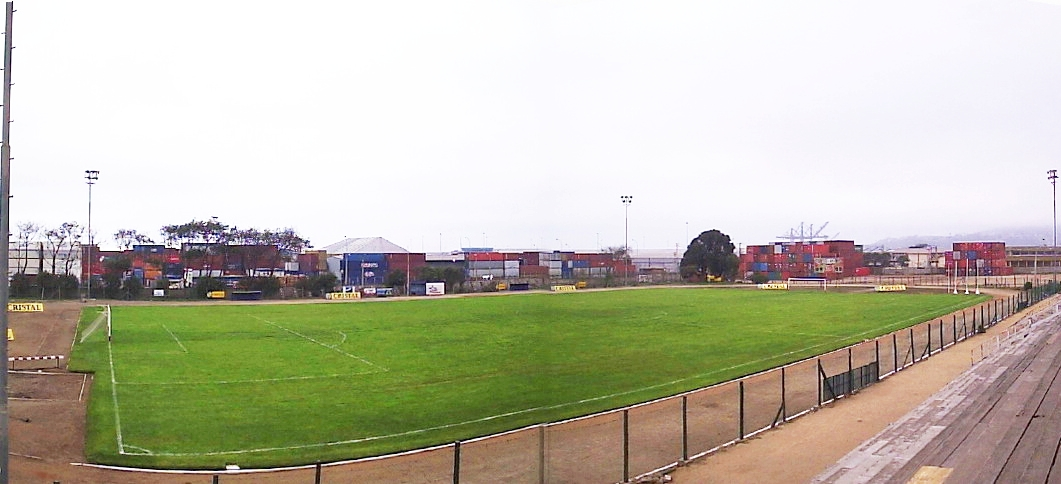
Estadio Municipal Doctor Olegario Henríquez Escalante